# さくら (人工衛星)
さくら（英語: Communications Satellite、CS）は宇宙開発事業団（NASDA、現・JAXA）が開発・運用管制し、郵政省と日本電信電話公社によって実験運用された実験用中容量静止通信衛星（Medium-capacity Communications Satellite for Experimental Purpose）である。
アメリカに委託し1977年（昭和52年）12月にデルタロケットで打ち上げ、衛星通信に関する各種実験が行われ、1985年（昭和60年）11月に運用を終了した。世界で初めて準ミリ波帯（Kバンド）を本格的に使用した通信衛星。

## 概要
衛星通信システムとしての伝送実験、衛星通信システムとしての運用技術の確立、通信衛星管制技術の確立のための実験を目的とした。電話換算4,000回線程度の容量を持つ。
本衛星の計画開始時点では、広帯域通信実験と伝搬特性を調査する目的の実験用静止通信衛星あやめ（ECS、1979年に打ち上げ失敗）の開発計画が先にあったが、これは国産のNロケット（N-Iロケット）での打ち上げを前提とした静止軌道130kg台の小規模な実験衛星であり、各国の通信衛星の開発計画を勘案すると、より実用性を前提とした衛星の開発が必要であるとして本衛星が要望されることとなった。
開発にはアメリカのメーカから技術協力を得ており、国産化率は23%であった。後継機の実用通信衛星さくら2号はさくらと同等の規模・性能が要求されたが、さくらの実績を経て各種改良が加えられた上、国産化率は64%に向上した。

## 実験
さくらでは、郵政省電波研究所（RRL）と電電公社を中心として計画された搭載通信機器の特性測定実験、衛星回線の基本特性の測定実験、衛星通信実験、電波伝搬実験、衛星の運用管制実験などの実施を通じて、国内衛星通信システムの実用のための技術的な基礎を確立した。これらの基本実験の後、衛星通信の各種利用への対応の調査として関係機関と協力し、応用実験を実施した。これには電波研究所、電電公社以外に、警察庁、国鉄、東北大学、日本新聞協会、電気事業連合会、国際電電（KDD）が参加し、公共業務用通信、コンピュータネットワーク、災害対策用衛星通信、報道用通信、高速ファクシミリ、画像会議実験、ネットワーク接続制御の実験などが実施された。

## 運用史

### 計画・開発
- 1966年（昭和41年）9月13日 - 郵政省で「通信、放送衛星研究開発連絡協議会」が発足（1968年に通信衛星開発本部に、1970年に宇宙通信連絡会議に改組）。郵政省・日本電信電話公社（NTT）・日本放送協会（NHK）・国際電信電話（KDD）の4機関で通信・放送衛星の開発利用に関する連絡調整が行われた[5][4]。
- 1972年（昭和47年）9月 - 郵政省から宇宙開発委員会へ1976年（昭和51年）の打ち上げを目途として本衛星の開発要望が提出された[5]。
- 1973年（昭和48年）
  - 6月
    - 予備設計を三菱電機と日本電気に委託する（9月末に完了）[5]。
    - マイクロ波帯・準ミリ波帯の中継器各1系統を国産すると決定し[7]、国産中継器の研究開発を日本電信電話公社（NTT）に委託。準ミリ波帯・マイクロ波帯各2台のエンジニアリングモデルの製作は翌年3月に完了[5]。

  - 10月 - 1973年度途中から開発を開始することが決定する[5]。
  - 11月 - 予備設計報告書とその審査結果を元に、開発を郵政省から宇宙開発事業団（NASDA）に引き継いだ[5]。
- 1974年（昭和49年）
  - 2月 - NASDAが三菱電機と基本設計（その1）作業を契約（三菱電機はアメリカのフィルコフォード社[注釈 1]と提携）[5]。
  - 3月 - 宇宙開発計画において本衛星の打ち上げをアメリカ航空宇宙局（NASA）に依頼することが明記された[5]。
  - 9月 - 基本設計（その2）から詳細設計、プロトフライトモデル（PFM）、フライトモデル（FM）製作までを三菱電機と契約[5]。
  - 10月 - 搭載中継器の製作を日本電気と契約[5]。
- 1975年（昭和50年）
  - 7月 - NASDAとNASAとの契約が成立し、1977年11月に打ち上げると決定[5]。
  - 8月 - 詳細設計終了[5]。
- 1977年（昭和52年）
  - 3月 - プロトフライトモデル（PFM）製作完了[8]。
  - 7月 - フライトモデル（FM）製作完了[8]。

### 打ち上げ
時刻は日本時間。
- 1977年（昭和52年）
  - 12月15日
    - 9:47 - フロリダ州ケネディ宇宙センターからデルタ2914型ロケット137号機で打ち上げられた。打ち上げ後に「さくら」と命名される[5]。
    - 発射後経過時間（計画値）[1]
      - 22分13秒：第3段スピンアップ
      - 24分44秒：衛星分離、トランスファ軌道投入

  - 12月16日 12:25 - 第3遠地点アポジモータ点火
  - 12月24日 3:58:46 - 東経135度の静止軌道に投入された[7][9]。

### 運用
- 1978年（昭和53年）
  - 1月19日 - 搭載機器の初期チェックアウトを実施（2月24日まで）[4]。
  - 2月15日 - F2チャンネルにおいてスプリアス（不要波）が発生[4]（1979年1月に出力低下[9]）。
  - 3月15日 - F6チャンネルにおいてON後10分で出力を喪失。その後、運用ではF6チャンネル以外が使用された[4]。
  - 5月15日 - 定常段階へ移行。電波研究所、NTTによる実験開始[9]。
- 1980年（昭和55年）6月 - 応用実験開始[4]（1983年中に終了[10]）。
- 1981年（昭和56年）5月15日までの間、主運用機関である郵政省を中心に各種通信実験が行われた[11]。
- 1982年（昭和57年）3月 - 燃料残量が少なくなったことから衛星寿命の延伸を目的として南北軌道制御を中止[9]。制御しないことで軌道傾斜角が約0.07度/月の割合で増加する見込みとなる[4]。
- 1983年（昭和58年）
  - 2月4日 - 後継機である実用通信衛星CS-2a（さくら2号a、東経132度）が打ち上げ[9]。
  - 8月6日 - 後継機である実用通信衛星CS-2b（さくら2号b、東経136度）が打ち上げ[9]。
  - 8月13日 - さくら2号bとの電波干渉を避ける為に所定の静止位置だった東経135度から移動を開始[6]。
  - 8月21日 - 東経140度付近で静止位置を移動しているさくらと、静止化に向けた軌道遷移中のさくら2号bが接近してすれ違うことを利用し、電波干渉実験を行った。さくらの軌道傾斜角は1.3度と増大していたことから、鹿島局から見た方向の角度差は最接近時でも1.2度あり干渉は生じなかった。両衛星が同じ周波数帯を使用するCバンドのTT&Cビーコンが利用された[6]。
  - 9月16日 - 東経150度で静止化[6]。
- 1985年（昭和60年）11月25日 - 後期利用段階を終了し、静止軌道外への軌道変更を行い約8年間にわたる運用を終了した[11][12]。

## 設計

### サブシステム
- 通信系サブシステム[5]
  - Kバンド・トランスポンダ（中継器）：準ミリ波 
    - 6系統：F1、F2、F3、F4、F5、F6
    - 上り：27.5 - 31.0 GHz
    - 下り：17.7 - 21.2 GHz

  - Cバンド・トランスポンダ：マイクロ波
    - 2系統：G1、G2
    - 上り：5.925 - 6.425 GHz
    - 下り：3.7 - 4.2 GHz

  - Kバンドビーコン
  - C/Sバンド・ダウンコンバータ
  - S/Cバンド・アップコンバータ
  - 通信系制御ユニット（CCU）
  - デスパンアンテナ
    - 反射鏡の鏡面によるビーム成型により、準ミリ波帯では日本本土を、マイクロ波帯では離島を含む日本全土を照射区域とするような細長いアンテナパターンに設計されている[4]。
- テレメトリ・トラッキング及びコマンド・サブシステム（TT&C）
  - Sバンドオムニアンテナ（64個のクロスダイポールを円筒構体中央部に環状に配置）
  - Sバンドトランスポンダ
    - 上り：2.110 GHz
    - 下り：2.286 GHz

  - （Cバンド）[注釈 2]
    - 上り：6.175 GHz[3]
    - 下り：3.95 GHz

  - コマンドユニット（128bps）
  - テレメトリユニット（250bps）
- 姿勢及びアンテナ制御サブシステム（AACS）
  - アースセンサ・アセンブリ（赤外線センサ2個）
  - サンセンサ・アセンブリ
  - ニューテーション・ダンパ
  - ドライブモータ・アセンブリ（DMA）
  - 姿勢及びアンテナ制御エレクトロニクス（AACE）
- 電源サブシステム（EPS）
  - ソーラアレイ
    - 主アレイ：セル19,880枚
    - バッテリ充電制御用アレイ：セル140枚

  - バッテリ
    - 主バス電圧：29.4V
    - NiCdセル直列20個
    - 容量：20AH
    - 供給電力：160W

  - 電力制御ユニット（PCU）
  - シャント・セット・アセンブリ
  - ハーネス
- 構体
  - 中央部円錐
  - 機器搭載プラットフォーム1枚
  - スピン部とデスピン部はWバンドクランプで固定され、打ち上げ時や遷移軌道中の衝撃が軸受にかからないよう設計されている。静止軌道到達後にコマンドにより爆発ボルトを作動させて解除する[5]。
- 熱制御系
- アポジキックモータ（AKM）
  - SVM-6型固体燃料モータ（エアロジェット社製）
- リアクション・コントロール・サブシステム（RCE）
  - 一液式ヒドラジンスラスタ（ラジアル2個、アキシアル2個）
  - 推薬タンク3個
  - 全推薬量：38.6kg

## 地上局
さくらの運用開始に合わせて実験用地上設備が全国に多数設置、可搬局が整備された。

### 電波研究所
- 主局（主固定局兼運用管制局）：郵政省電波研究所 鹿島支所敷地内
  - マイクロ波アンテナ（直径10m）
  - 準ミリ波アンテナ（直径13m）
- SCPC実験装置（準ミリ波、直径2m）：電波研究所 山川電波観測所（鹿児島）
- 電界強度測定装置（準ミリ波、直径2m）：山川・稚内電波観測所

### 電信電話公社
- 副固定局：横須賀電気通信研究所（NTT横須賀通研）
  - マイクロ波アンテナ（直径12.8m）
  - 準ミリ波アンテナ（直径11.5m）
- 簡易型固定局（準ミリ波、直径11.5m）：仙台
- 可搬局（マイクロ波、直径10m）：八丈島
- マイクロ波電話用車載局（直径3m）
- マイクロ波テレビジョン用車載局（直径3m）
- 準ミリ波用車載局（直径3m）
- 電界強度測定装置（準ミリ波、直径3m）：横浜